# 52. ročník udílení Zlatých glóbů
52. ročník udílení Zlatých glóbů probíhal dne 21. ledna 1995 v hotelu Beverly Hilton v Beverly Hills. Nominace byly oznámeny dne 21. prosince 1994.

## Vítězové a nominovaní

### Filmové počiny.
| Nejlepší film (drama) | Nejlepší film (komedie / muzikál) |
| --- | --- |
| Forrest Gump - Legenda o vášni - Nell - Pulp Fiction: Historky z podsvětí - Otázky a odpovědi | Lví král - Dobrodružství Priscilly, královny pouště - Ed Wood - Čtyři svatby a jeden pohřeb - Pret-A-Porter |
| Nejlepší herec (drama) | Nejlepší herečka (drama) |
| Tom Hanks – Forrest Gump - Morgan Freeman – Vykoupení z věznice Shawshank - Paul Newman – Nejsem blázen - Brad Pitt – Legenda o vášni - John Travolta – Pulp Fiction: Historky z podsvětí                                                                                                | Jessica Lange – Operace Blue Sky - Jennifer Jason Leigh – Mrs. Parker a začarovaný kruh - Jodie Foster – Nell - Miranda Richardson – Tom a Viv - Meryl Streep – Divoká řeka                                           |
| Nejlepší herec (komedie / muzikál) | Nejlepší herečka (komedie / muzikál) |
| Hugh Grant – Čtyři svatby a jeden pohřeb - Jim Carrey – Maska - Johnny Depp – Ed Wood - Arnold Schwarzenegger – Junior - Terence Stamp – Dobrodružství Priscilly, královny pouště | Jamie Lee Curtis – Pravdivé lži - Geena Davis – Bez řeči - Andie MacDowell – Čtyři svatby a jeden pohřeb - Shirley MacLaine – Hlídat Tess - Emma Thompson – Junior                                                    |
| Nejlepší herec ve vedlejší roli | Nejlepší herečka ve vedlejší roli |
| Martin Landau – Ed Wood - Kevin Bacon – Divoká řeka - Samuel L. Jackson – Pulp Fiction: Historky z podsvětí - Gary Sinise – Forrest Gump - John Turturro – Otázky a odpovědi | Dianne Wiest – Výstřely na Broadwayi - Kirsten Dunst – Interview s upírem - Sophia Loren – Pret-A-Porter - Robin Wright Penn – Forrest Gump - Uma Thurman – Pulp Fiction: Historky z podsvětí                         |
| Nejlepší režie | Nejlepší scénář |
| Robert Zemeckis – Forrest Gump - Robert Redford – Otázky a odpovědi - Oliver Stone – Takoví normální zabijáci - Quentin Tarantino –Pulp Fiction: Historky z podsvětí - Edward Zwick – Legenda o vášni                                                                                    | Pulp Fiction: Historky z podsvětí – Quentin Tarantino - Forrest Gump – Eric Roth - Čtyři svatby a jeden pohřeb – Richard Curtis - Otázky a odpovědi – Paul Attanasio - Vykoupení z věznice Shawshank – Frank Darabont |
| Nejlepší filmová píseň | Nejlepší hudba |
| „Can You Feel the Love Tonight“ – Elton John – Lví král - „Circle of Life“ – Elton John – Lví král - „The Color of the Night“ –Barva noci - „Far Longer than Forever“ – Labutí princezna - „I'll Remember“ – Madonna – S vyznamenáním - „Look What Love Has Done“ – Patty Smyth – Junior | Lví král – Hans Zimmer - Forrest Gump – Alan Silvestri - Interview s upírem – Elliot Goldenthal - Legenda o vášni – James Horner - Nell – Mark Isham                                                                  |
| Nejlepší cizojazyčný film | |
| Farinelli (Belgie) - Jíst, pít, muž, žena (Tchaj-wan) - Královna Margot (Francie) - Tři barvy: Červená (Polsko/Švýcarsko) - Huo zhe (Hong Kong) | |

### Televizní počiny
| Nejlepší televizní seriál (drama) | Nejlepší televizní seriál (komedie) |
| --- | --- |
| - Akta X - Pohotovost - Policie New York - Nemocnice Chicago Hope - Picket Fence | - Frasier - Jsem do tebe blázen - Grace v jednom kole - Kutil Tim - Show Jerryho Seinfelda |
| Nejlepší herec v seriálu (drama) | Nejlepší herečka v seriálu (drama) |
| Dennis Franz – Policie New York - Mandy Patinkin – Nemocnice Chicago Hope - Jason Priestley – Beverly Hills 90210 - Tom Skerritt – Picket Fences - Sam Waterston – Zákon a pořádek                  | Claire Danesová – Tak tohle je můj život - Jane Seymour – Doktorka Quinnová - Heather Locklear – Melrose Place - Kathy Baker – Picket Fences - Angela Lansburyová – To je vražda, napsala |
| Nejlepší herec v seriálu (komedie / muzikál) | Nejlepší herečka v seriálu (komedie / muzikál) |
| Tim Allen – Kutil Tim - Paul Reiser – Jsem do tebe blázen - Kelsey Grammer – Frasier - Craig T. Nelson – Coach - Garry Shandling – The Larry Sanders Show - Jerry Seinfeld – Show Jerryho Seinfelda | Helen Hunt – Jsem do tebe blázen - Brett Butler – Grace v jednom kole - Candice Bergen – Murphy Brown - Patricia Richardson – Kutil Tim - Ellen DeGeneres – Ellen |
| Nejlepší minisérie nebo TV film | |
| The Burning Season - Otčina - The Return of the Native - Roswell - Bílá míle | |
| Nejlepší herec v minisérii nebo TV filmu | Nejlepší herečka v minisérii nebo TV filmu |
| Raúl Juliá – The Burning Season - Alan Alda – Bílá míle - James Garner – Lekce života - Rutger Hauer – Otčina - Samuel L. Jackson – Proti zdi                                                       | Joanne Woodward – Lekce života - Kirstie Alleyová – David's Mother - Irene Bedard – Vzpoura na Wounded Knee - Diane Keatonová – Poslední let - Diana Ross – Out of Darkness |
| Nejlepší vedlejší herec v seriálu, minisérii nebo TV filmu | Nejlepší vedlejší herečka v seriálu, minisérii nebo TV filmu |
| Edward James Olmos – The Burning Season - Jason Alexander – Show Jerryho Seinfelda - Fyvush Finkel – Picket Fences - David Hyde Pierce – Frasier - John Malkovich – Srdce temnoty                   | Miranda Richardson – Otčina - Sônia Braga – The Burning Season - Tyne Daly – Christy - Laura Leighton – Melrose Place - Jane Leeves – Frasier - Julia Louis-Dreyfus – Show Jerryho Seinfelda - Laurie Metcalf – Roseanne - Leigh Taylor-Young – Picket Fences - Liz Torres – The John Larroquette Show |